# سندرم بروگادا
سندرم بروگادا (انگلیسی: Brugada syndrome) تغییرات غیرطبیعی در فعالیت الکتریکی قلب است که موجب افزایش خطر مرگ ناگهانی قلبی می‌شود. بیماران ممکن است دوره‌هایی از سنکوپ را به خصوص در زمان استراحت تجربه کرده باشند. علت این بیماری در یک‌چهارم موارد ارثی است و در سایر موارد به علت جهش جدید یا داروها ایجاد می‌شود.
حمله بیماری معمولاً با تب یا افزایش تون عصب واگ شعله‌ور می‌شود. تشخیص به وسیله الکتروکاردیوگرام داده می‌شود.

## علائم و نشانه‌ها
بسیاری از افراد مبتلا به این سندرم هیچ نشانه‌ای ندارند، اما ممکن‌ است موجب احساس خستگی یا مرگ ناگهانی قلب ناشی از ریتم‌های شدید غیر طبیعی قلب مانند فیبریلاسیون بطنی یا تاکی‌کاردی بطنی پلی مورف باشد. اگر یک ریتم خطرناک به خودی خود متوقف نشود و درمان‌پذیر نباشد، ممکن است بیمار را دچار یک ایست قلبی کشنده کند.
ریتم‌های غیرطبیعی سندرم بروگادا اغلب در حالت استراحت، و معمولا پس از یک وعده غذایی سنگین یا حتی در طول خواب رخ می‌دهند.